# 錦織博
錦織博（日语：／ Nishikiori Hiroshi，1966年5月20日—），日本男性動畫演出家、動畫導演、編劇。代表作是擔任導演的《怪傑左羅利》、《笑園漫畫大王》、《魔法禁書目錄》。

## 逸事
- 幾原邦彥一方提到，自己很喜歡《少女革命》第5話忽略時間流逝其古怪的表現。就把錦織博的分鏡洩漏給其他工作人員說「錦織似乎和我有相似的感受」[1]。

## 參加作品

### 電視動畫
1988年
- 小松君 (1988年版)（攝影）

1990年
- 平成天才傻鵬（日语：平成天才バカボン）（攝影）
- 魯邦三世 海明威手稿之謎（日语：ルパン三世 ヘミングウェイ・ペーパーの謎）（攝影）
- 櫻桃小丸子 (第1期)（演出助手）

1991年
- 意甲小旋風（日语：燃えろ!トップストライカー）（－1992年，演出）

1992年
- 風中少女 金髮珍妮（－1993年，導演補、演出）

1993年
- 家有賤龍（－1994年，演出）

1994年
- 飛天少女豬（－1995年，演出）

1995年
- 酷媽寶貝蛋（－1996年，演出）

1996年
- VS騎士檸檬汽水&40炎（分鏡、演出）
- 烏龍派出所（－2004年，分鏡）

1997年
- 勇者王（－1998年，分鏡）
- 少女革命（演出）

1998年
- 星方遊俠（日语：星方武侠アウトロースター）（分鏡、演出）

1999年
- 魔術師歐菲 Revenge（－2000年，分鏡、演出）
- 天使不設防！（原案、導演）※首部執導作品。
- 大嘴鳥（－2001年，導演）※途中擔任。

2000年
- 純情房東俏房客（分鏡）
- 幽浮寶貝（－2002年，分鏡、演出）
- 機巧奇傳希約戰記（分鏡）

2001年
- 學園戰記無量（日语：学園戦記ムリョウ）（分鏡）
- 機動天使ANGELIC LAYER（導演）
- 妙妙魔法屋（－2003年，分鏡）

2002年
- 笑園漫畫大王（導演[2]）

2003年
- 6/17秀逗美眉（分鏡）
- GAD GUARD（原作、導演、劇本統籌）[3]
- 鈴鐺貓娘Nyo（分鏡）
- 魁!! 天兵高校（－2004年，分鏡）

2004年
- 怪傑佐羅利（－2005年，導演、劇本統籌）
- 忘却的旋律（導演）

2005年
- 魔法老師（構成協力、試映版導演）
- 我的太太是魔法少女（原作、導演、劇本統籌）[4]

2006年
- 獸王星（導演）
- 淘氣貓 魔法大冒險（分鏡）
- 天保異聞 妖奇士（－2007年，導演[5]）

2007年
- 交響情人夢（分鏡）
- 土豆蛋黃醬（ED分鏡&演出）
- 精靈守護人（2007年，分鏡）

2008年
- 狂亂家族日記（ED（凰火ver.）分鏡）
- 魔法禁書目錄（－2009年，導演、分鏡、演出）
- Battle Spirits 少年突破馬神（分鏡）

2009年
- 你好 安妮 ～Before Green Gables（分鏡）

2010年
- 魔法禁書目錄II（－2011年，導演）

2013年
- 二人是少女福爾摩斯（導演）
- 悠悠哉哉少女日和（分鏡）

2014年
- 農林（分鏡）
- selector infected WIXOSS（分鏡）
- TRINITY SEVEN 魔道書7使者（導演）

2015年
- 偵探歌劇 少女福爾摩斯 TD（導演）
- 我被抓到貴族女校當「庶民樣本」（分鏡）

2016年
- 無畏魔女（分鏡）

2017年
- 學園少女突襲者 Animation Channel（導演[6]、分鏡、演出）

2018年
- 罪人與龍共舞 Dances with the Dragons（總導演[7] ）
- 魔法禁書目錄III（－2019年，導演、分鏡、演出）

2019年
- 科學一方通行（ED分鏡&演出）
- BEASTARS（分鏡協力）

2020年
- ARGONAVIS from BanG Dream！ANIMATION（導演、分鏡）
- 在地下城尋求邂逅是否搞錯了什麼III（分鏡）

2021年
- 四季櫻（分鏡）

2023年
- 槍神Trigun（分鏡、演出）

2024年
- TRUMP系列（導演、分鏡、演出）
- 膽大黨（分鏡、演出）

2025年
- 青春特調蜂蜜檸檬蘇打（導演[8]、分鏡、演出）

### 電影動畫
1997年
- 哆啦A夢七小子：怪盜哆啦邦謎樣的挑戰書（演出）

2000年
- 哆啦A夢七小子：火車大暴走（導演）

2001年
- 哆啦美與哆啦A夢七小子：宇宙樂園之千鈞一髮（導演）
- 短篇 笑園漫畫大王 THE ANIMATION（導演）

2012年
- 神奇樹屋（導演）

2013年
- 劇場版 魔法禁書目錄：恩底彌翁的奇蹟（導演）

2017年
- 劇場版 TRINITY SEVEN -悠久圖書館與錬金術少女-（導演）

2018年
- 怪物彈珠劇場版 空之彼方（日语：モンスターストライク THE MOVIE ソラノカナタ）（導演）

2019年
- 劇場版 TRINITY SEVEN -天空圖書館與緋紅的魔王-（導演）

2023年
- 劇場版 IDOLiSH7 LIVE 4bit Beyond the Period（導演）

### OVA
2001年
- 校園外星人（－2002年，分鏡）

2008年
- 四娘物語（導演、編劇）

## 相關項目
- 日本動畫師列表

## 外部連結
- 錦織博的X（前Twitter） （日語）